# ヴァイオリン協奏曲 (シベリウス)
ヴァイオリン協奏曲 ニ短調 作品47は、ジャン・シベリウスが作曲した、ヴァイオリンを独奏楽器とする協奏曲。1903年に作曲され、翌1904年に初演されるも、1905年には改訂されている。

## 概要

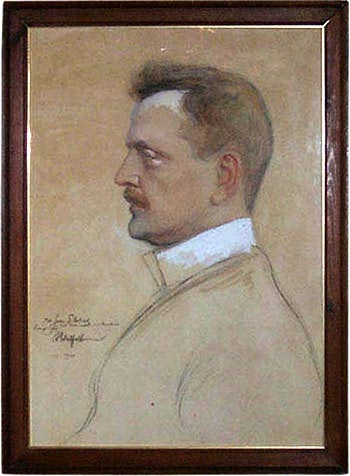
初演の年、1904年当時のシベリウス（アルベルト・エーデルフェルトによる肖像画）

シベリウスは若い頃ヴァイオリニストを目指していたが、あがり症のため断念してしまった。そうした彼による唯一の協奏曲となったのが、ヴァイオリンを独奏楽器とする本作である。シベリウスの作風は交響的でありながら室内楽的な緊密な書法を基盤とするもので、この協奏曲も独奏者とオーケストラが対等に渡り合っており、名人的な技巧を披露することを目的とする通例の協奏曲とは必ずしも相容れない。とはいえヴァイオリニストを志したシベリウスの作品らしく、ダブルストップなどの難技巧を随所に取り入れており、演奏は容易ではない。
本作は彼による創作の比較的初期、交響曲第2番と第3番との間に作曲されており、上記のような室内楽的書法が確立する前の作品ではあるが、従来の協奏曲の殻を破ろうとする意志が強く表れており、作風を成立させるに当たっての過渡的存在ともいえる位置付けにある。
1904年に初稿版で初演が行われたが結果は芳しくなく、「美しい部分が多々あるものの、全体として冗長である」という評価が多かった。
初稿版の初演を行った翌年、1905年にブラームスのヴァイオリン協奏曲を初めて聴いたシベリウスは、自らの協奏曲よりもさらに徹底して交響的な同曲に衝撃を受け、本作を現在我々が耳にする形に改訂した。それは独奏楽器の名技性を抑えて構成を凝縮し、より交響的な響きを追求したオーケストレーションへと変更したものである。
改訂稿の完成後シベリウスは初稿の演奏を禁止したが、1991年に遺族の許可の下、レオニダス・カヴァコスの独奏、オスモ・ヴァンスカ指揮のラハティ交響楽団により録音が行われた。改訂版とのカップリングで、CDが入手可能である。

## 初演
- 初稿：1904年2月8日、ヴィクトル・ノヴァーチェクの独奏、ジャン・シベリウスの指揮によりヘルシンキにて[1]。
- 改訂稿：1905年10月19日、カレル・ハリーシュの独奏、リヒャルト・シュトラウスの指揮によりベルリンにて[1][2]。

## 楽器編成
独奏ヴァイオリン、フルート2、オーボエ2、クラリネット2、ファゴット2、ホルン4、トランペット2、トロンボーン3、ティンパニ、弦楽五部

## 作品の内容
協奏曲の通例どおり「急 - 緩 - 急」の3楽章からなるが、特に第1楽章に強い独創性が認められる。前述のとおり、独奏楽器の技巧性よりも交響的で重厚な響きと室内楽的で緊密な構成が特筆される。
第1楽章 Allegro moderato - Allegro molto - Moderato assai - Allegro moderato - Allegro molto vivace
ニ短調、拡大された自由なソナタ形式。大まかには提示部（3つの主題）- 展開部（カデンツァ）- やや変形された再現部とコーダ の形を取る。シベリウスは第1楽章の冒頭部分に関して、「極寒の澄み切った北の空を、悠然と滑空する鷲のように」と述べている。
4声に分割された弱音器付きのヴァイオリンが小さく和声を刻む上を、独奏ヴァイオリンが第1主題（ニ短調）を提示して曲は始まる。独奏楽器がカデンツァ風にパッセージを奏でた後、チェロとファゴットが4分の6拍子で第2主題を開始する。主題が確立した後、曲はテンポを落とし、独奏楽器がゆったりとこの主題を歌う。独奏楽器が長いトリルを奏でた後、曲は2分の2拍子の第3主題部（変ロ短調）となる。ここでは独奏楽器は現れず、オーケストラは力強い主題を奏でて高揚してゆく。管弦楽の興奮が収まったところを独奏楽器が引き取り、低音楽器によるpppの持続音が消えたところでこれまでの3つの主題を素材にしたカデンツァを奏でる。
通例は楽章の最後に置かれるカデンツァが、ソナタ形式の展開部にあたる楽章の中央に位置するのがこの作品の最大の特徴であり、このカデンツァはそれに値するだけの精緻な主題操作と展開で構成されている。ソナタ形式の原理に当てはめるならば、カデンツァの後が再現部となるが、通常のソナタ形式の再現部とは異なり、各主題は大きく変化した形で再現される。ここでも入念に展開がなされており、再現しながら展開するという独創的な形になっている。なお初稿では再現部の第3主題前にもカデンツァを置いていたが、改訂時に削除された。
交響曲を思わせる重厚な響き、緊密な構成など、いかにもシベリウスらしい独創性に富んだ楽章で、古今のヴァイオリン協奏曲の中でも屈指のスケール感をもつ名楽章である。
第2楽章 Adagio di molto
変ロ長調、3部形式。楽章のはじめに木管楽器が導入句を演奏する。これに続いて独奏楽器が主部主題を厳かに奏でる。すると弦楽器が突然冒頭部の動機を強音で演奏し、劇的な中間部に入る。しかしヴィオラ、オーボエ、クラリネットが主部主題を提示し、楽章は静かに閉じられる。
第3楽章 Allegro ma non tanto
ニ長調、自由なロンド形式でA－B－A－B－A’（コーダ）の構造となっている。ティンパニ、低弦の刻むリズムに乗って独奏楽器が技巧性を発揮する華やかで常動的なロンド主題を奏することで開始される。副楽節は短調に転じた舞曲風のリズミックな主題である。次いでロンド部、副楽節部と展開しながら反復し、華麗に盛り上がってゆく。最後はロンド部の断片を結尾として華やかに終止する。

## 参考図書
作曲家別名曲解説ライブラリー18「北欧の巨匠」（1994年　音楽之友社）ISBN 4-276-01058-6